# Giải vô địch cờ vua thế giới 2008
Giải vô địch cờ vua thế giới 2008 là trận đấu gồm mười hai ván giữa Nhà vô địch cờ vua thế giới đương nhiệm, Viswanathan Anand và nhà vô địch thế giới trước đó, Vladimir Kramnik. Kramnik đã được tham gia trận đấu này sau khi không giành chiến thắng trong giải đấu World Chess Championship 2007.
Sau mười một trận đấu, Anand bảo vệ thành công danh hiệu của mình với tỷ số cuối cùng là 6½-4½ (ba ván thắng và một ván thua).
Trận đấu diễn ra tại Hội trường Nghệ thuật và Triển lãm Cộng hòa Liên bang Đức ở Bon, Đức, từ ngày 14 tháng 10 đến ngày 29 tháng 10 năm 2008 

## Bối cảnh
Trận đấu là một sự kiện một lần trong đó nhà vô địch thế giới trước đó (Vladimir Kramnik) đã được trao quyền thách đấu để giành lại danh hiệu của mình. Nguồn gốc của trận này là trong bối cảnh phức tạp trong việc thống nhất danh hiệu thế giới vào năm 2006.
Danh hiệu cờ vua thế giới đã được phân chia giữa năm 1993 và 2006. Đầu năm 2006, FIDE đã công bố các điều kiện cho Giải vô địch cờ vua thế giới 2007: một giải đấu tám người bao gồm nhà vô địch thế giới FIDE Veselin Topalov, nhưng có là nhà vô địch thế giới "Cổ điển" Vladimir Kramnik. FIDE sau đó đã tổ chức một trận đấu thống nhất giữa Kramnik và Topalov (Giải vô địch cờ vua thế giới 2006), với Kramnik sẽ giành vị trí của Topalov trong giải đấu năm 2007 nếu anh ta thắng trận đấu. Kramnik đã thắng trận đấu và Giải vô địch cờ vua thế giới đã được thống nhất, và vì vậy Topalov đã bị loại khỏi Giải vô địch thế giới 2007.
Vào tháng 6 năm 2007 FIDE đã thông báo rằng Topalov sẽ nhận được các đặc quyền đặc biệt trong chu kỳ vòng loại Giải vô địch cờ vua thế giới 2010, trong khi Kramnik, nếu anh mất chức vô địch năm 2007 (điều mà đã xảy ra, khi Kramnik đứng thứ hai sau Viswanathan Anand), sẽ chơi một trận đấu với nhà vô địch giải đấu vào năm 2008 